# Tjeerd Brouwer
Tjeerd Brouwer was een Nederlands dirigent en muziekpedagoog.

## Levensloop
Tjeerd Brouwer studeerde aan het conservatorium in Leeuwarden. Kort nadat hij afgestudeerd heeft kon hij een prijs van stad Leeuwarden in ontvangst nemen. Hij werd docent aan streekmuziekschool "De Wâldsang" in Buitenpost, nu gemeente Achtkarspelen. Tjeerd Brouwer verzamelde de beste koperblazers van zijn muziekschool om zich heen en richtte de Brassband De Wâldsang Buitenpost op met die hij vele successen in het binnen- en buitenland behaalde.
Met zijn familie woonde hij in Augustinusga, nu gemeente Achtkarspelen. 
Hij was ook dirigent van andere bands en korpsen, zoals de Fanfare "Joost Wiersma" Eestrum (van 1980 tot 1985) en de Christelijke brassband "Looft den Heer" Beetgumermolen (1976).
Brouwer was naast Piebe Bakker ook docent voor HaFaBra-directie aan de Muziek Pedagogische Academie in Leeuwarden. Tot zijn leerlingen behoren onder andere Klaas van der Woude en Bienze IJlstra.

## Discografie
- Brassband De Waldsang o.l.v. Tjeerd Brouwer - Bandfever - MS 5058
- Brassband De Waldsang o.l.v. Tjeerd Brouwer – MS 5035
- Brassband De Waldsang o.l.v. Tjeerd Brouwer – Spectrum – MS 5050